# Гняв (Стивън Кинг)
Вижте пояснителната страница за други значения на Гняв.
Гняв (на английски: Rage) e роман на американския писател Стивън Кинг. Романът е издаден под псевдонима Ричард Бакман през 1977. Това е първият роман на Кинг, издаден под този псевдоним.
Историята разказва за момче, което убива учителката си и кара съучениците си да разкриват своите тайни.